# مينورو ياماموتو
مينورو ياماموتو (باليابانية: 山本秀) هو موزع وملحن ياباني، ولد في 1913، وتوفي في 5 أكتوبر 1996.